# Chebrac
Chebrac era una comuna francesa que estaba situada en el departamento de Charente, de la región de Nueva Aquitania, que en 1931 pasó a formar parte de la comuna de Montignac-Charente.

## Demografía
| Gráfica de evolución demográfica de Chebrac entre 1800 y 1931 |
|                                                               |

Los datos demográficos contemplados en este gráfico se han cogido de la página francesa EHESS/Cassini.